# Orea
Orea è un comune spagnolo di 203 abitanti situato nella comunità autonoma di Castiglia-La Mancia.